# Michał Rymer
Michał Rymer (ur. 26 września 1919 w Raciborzu, zm. 17 lipca 1942 w Berlinie) – polski harcerz, dziennikarz, kurier sztabu Okręgu Śląskiego Związku Walki Zbrojnej.

## Życiorys
Urodził się 26 września 1919 roku w Raciborzu, w rodzinie górnika i działacza polonijnego. Jego ojciec Jan był górnikiem, współzałożycielem Związku Towarzystw Katolickich w Bochum, prezesem kilku organizacji polonijnych w Bottrop: Towarzystwa Oświatowego, Towarzystwa Polek oraz Komitetu Towarzystw.
Był także w zarządzie miejscowej filii Zjednoczenia Zawodowego Polskiego. Po zakończeniu I wojny światowej, jego ojciec wraz z rodziną został skierowany przez ZZP do pracy na Górnym Śląsku. Zamieszkał w Raciborzu.
W połowie 1921 roku przeprowadził się wraz z rodziną do Królewskiej Huty (obecnie Chorzów), gdzie jego ojciec Jan współorganizował miejscowy Zakład Ubezpieczeń Społecznych.
W 1925 roku podjął naukę w szkole powszechnej, po jej ukończeniu uciekł do Gdyni z zamiarem zaciągnięcia się do marynarki handlowej. Został schwytany przez policję i przekazany rodzicom. Następnie podjął naukę w Państwowym Gimnazjum im. Odrowążów w Chorzowie. Podobnie jak starszy o trzy lata brat Benedykt podczas nauki wstąpił do Związku Harcerstwa Polskiego, działa w 2 Drużynie Harcerskiej im. Zawiszy Czarnego.
W 1938 roku, po uzyskaniu świadectwa dojrzałości podjął pracę jako praktykant w hucie „Piłsudski” oraz studia na Wydziale Filozoficznym Uniwersytetu Jagiellońskiego w Krakowie.
Po wybuchu II wojny światowej pozostał wraz z bratem Benedyktem w Chorzowie, jego rodzina początkowo wyjechała do Zaleszczyk, ale pod koniec października powróciła do miasta.
11 listopada 1939, wraz z braćmi: Benedyktem i Władysławem zaprzysiężony jako członek konspiracyjnej Polskiej Organizacji Partyzanckiej, podległej krakowskiej strukturze Służby Zwycięstwu Polski (nazywanej Polskimi Siłami Zbrojnymi). Przyjął pseudonim „Castor”. Zaangażował się całkowicie w działalność konspiracyjną o charakterze wywiadowczym oraz werbunkowym. Pod koniec listopada wraz z rodziną przeprowadził się do Mikuszowic.
Od stycznia 1940 roku redaktor, drukarz oraz korektor w konspiracyjnej gazecie „Świt”, wydawanej przez Okręg Śląski Związku Walki Zbrojnej. Od maja 1940 roku kurier sztabu Okręgu Śląskiego ZWZ. Od listopada 1940, na polecenie władz konspiracyjnych, zamieszkał w Wiśle.
19 listopada 1940 zatrzymany wraz z braćmi przez gestapo. Udało mu się uciec, lecz został postrzelony w nogę i pozostawiony na polu. Następnego dnia odnaleziony przez gestapowców i aresztowany. Ponieważ był wykrwawiony i nieprzytomny, umieszczono go w szpitalu bonifratrów w Katowicach-Bogucicach. Potem osadzony w więzieniu w Katowicach, następnie w więzieniach w Bytomiu, Wrocławiu, ponownie Bytomiu oraz Gliwicach. Przetransportowany przed rozprawą do więzienia Moabit w Berlinie.
Wraz z członkami kierownictwa śląskiego ZWZ oskarżony o zdradę stanu przed Trybunałem Ludowym w Berlinie. Po trzydniowym procesie, 7 marca 1942 skazany wraz z bratem Benedyktem na karę śmierci. Adresowana do Hitlera prośba rodziny o ułaskawienie została odrzucona.
Zmarł w dniu 17 lipca 1942 w Berlinie, stracony wraz z bratem przez hitlerowców.